# ヴィヴァパタカ
ヴィヴァパタカ（ラテン表記はViva Pataca、香港名:爆冷、2002年 - ）は香港の競走馬。父のマルジュはラストタイクーンの仔。おもな勝ち鞍は2007年・2010年のクイーンエリザベス2世カップ (G1) 、2006年の香港ダービー（香港G1）、香港チャンピオンズ&チャターカップ（香港G1）連覇など。

## 戦績

### イギリス時代
もともとはイギリスの馬で同国の出身、もとの名前はComic Strip。当時は下級戦こそ連勝するもののステークスを1勝しかしておらず、マカオのカジノ王スタンレー・ホー（何鴻燊）にトレードされて香港に移籍。

### 2005/2006年シーズン
2006年元旦に出走した競走で3着となった後、3連勝で香港ダービーを制した。2006年は他に香港チャンピオンズ&チャターカップを勝っており、2005/2006香港最優秀ステイヤーに選出されている。

### 2006/2007年シーズン
その後は少し精彩を欠いていたものの、2007年春には前年6着に敗れたクイーンエリザベス2世カップでヴェンジェンスオブレイン、アドマイヤムーン等を抑え国際G1制覇を果たす。さらに香港チャンピオンズ&チャターカップでもヴェンジェンスオブレインを再度破って連覇を達成、この活躍により2006/2007年シーズンの香港最優秀中距離馬のタイトルを獲得した。

### 2007/2008年シーズン
10月の初戦は大敗するも、次走は勝利。予定通り香港カップに進むも、前をいくラモンティをとえきれずに敗れた。年明け所初戦は、前年の香港マイルの勝ち馬、グッドババの3着であったが、続く香港ゴールドカップでは勝利をおさめた。次走は3月29日に行われたドバイシーマクラシック。レースでは、直線で抜け出した牝馬のサンクラシークを捕らえきれずに2馬身以上離される2着と完敗だった。香港の帰国後、連覇がかかったクイーンエリザベス2世カップに出走したが3着、同じく連覇のかかったチャンピオンズ&チャターカップも2着と敗れた。

### 2008/2009年シーズン

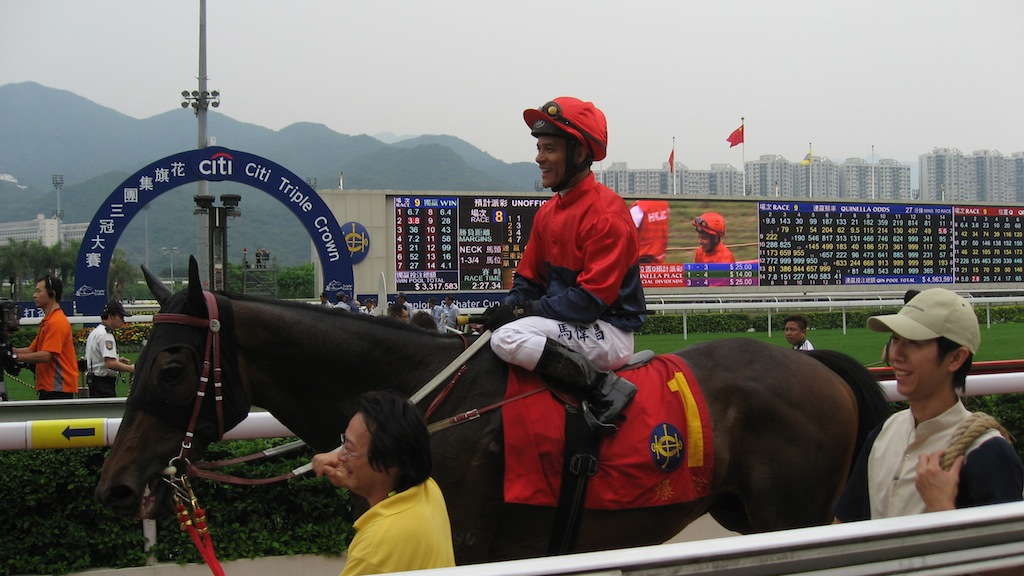
2009年香港チャンピオンズ&チャターC

2008/2009年シーズンの初戦は前年同様、10月のシャティントロフィーから始動し勝利。続いて11月の国際カップトライアルにそれぞれ出走して勝利を収めた。その後、12月の香港カップに出走したが、前が塞がり4着に終わった。続く1月のスチュワーズカップは3着だった。その後、2月22日の香港ゴールドカップに出走。圧倒的1番人気に支持され、パッキングウィナーにクビ差をつけて勝利した。続く4月5日のチェアマンズトロフィーでは1番人気に推されたが3着に終わった。そして、4年連続での出走となったクイーンエリザベス2世カップでは惜しくも2着だった。その後、同じく4年連続出走となった5月31日のチャンピオンズ&チャターカップにて3回目の勝利を収めた。2008/2009年シーズンにて香港G1・2勝、国際G1・2着の実績が評価されて、2008/2009年の「香港馬王」（香港年度代表馬）・最優秀中距離馬・最優秀ステイヤーの3タイトルを獲得した。

### 2009/2010年シーズン
2009/2010年シーズンの初戦は3年連続で10月の沙田トロフィーから始動、連覇がかかっていたが4着に敗れた。続く11月の国際カップトライアルでは7着、本番の香港ヴァーズでは6着に終わった。その後、3戦するも勝ちきれないレースが続いていたが、5年連続の出走となったクイーンエリザベス2世カップでは3年ぶりに同競走を制覇した。5月のチャンピオンズ&チャターカップでは3着に敗れた。

### 2010/2011年シーズン
2010/2011年シーズンの初戦は11月のジョッキークラブマイルから始動したが5着、続く12月の香港ヴァーズでは8着だった。その後、スチュワーズカップ10着、香港ゴールドカップ4着、チェアマンズトロフィー7着、連覇がかかったクイーンエリザベス2世カップでは5着と衰えを隠せなくなった。シーズン最後のG1競走となるチャンピオンズ&チャターカップでは直線で一旦先頭に並ぶも3着に敗退。レース後、このレースを最後に引退することが陣営より明らかになった。引退当初はニュージーランドに送られていたが、香港ジョッキークラブやムーア師のあずかり知らぬところでマカオジョッキークラブの劣悪な環境にいることがレーシング・ポストによって報じられている。

### 競走成績
| 出走日     | 競馬場         | 競走名                       | 格     | 距離     | 着順 | 騎手             | 着差      | 1着（2着）馬        |
| ---------- | -------------- | ---------------------------- | ------ | -------- | ---- | ---------------- | --------- | ------------------- |
| 2004.07.12 | サウスウェル   | 未勝利S                      |        | AW6f     | 1着  | S.サンダース     | 4馬身     | （Dane's Castle）   |
| 2004.07.19 | ビヴァリー     | ノーヴィスS                  |        | 芝7f100y | 4着  | S.サンダース     | 12馬身    | Where With All      |
| 2004.09.11 | チェスター     | 2歳S                         |        | 芝7f2y   | 1着  | M.ヒルズ         | 1 1/2馬身 | (Rowan Lodge)       |
| 2004.09.18 | エア           | 2歳S                         |        | 芝8f     | 1着  | M.ヒルズ         | 1馬身     | (Hallhoo)           |
| 2004.10.02 | エプソム       | 条件S                        |        | 芝8f114y | 1着  | J.マッケイ       | 2 1/2馬身 | (Rocamadour)        |
| 2004.10.18 | ポンテフラクト | シルヴァータンカードS        | 準重   | 芝8f4y   | 1着  | S.サンダース     | 3 1/2馬身 | (Wise Dennis)       |
| 2005.06.28 | グッドウッド   | ヘリテージH                  |        | 芝9f192y | 4着  | S.サンダース     | 5 1/2馬身 | Enforcer            |
| 2006.01.01 | 沙田           | 長江H                        |        | 芝1400m  | 3着  | S.サンダース     | 0.1秒     | Hellow Pretty       |
| 2006.01.15 | 沙田           | ニューアジアロードH          |        | 芝1600m  | 1着  | C.スミヨン       | 0.1秒     | (Dashing Thunder)   |
| 2006.02.19 | 沙田           | 中京H                        |        | 芝1600m  | 1着  | C.スミヨン       | 0.5秒     | (Dashing Thunder)   |
| 2006.03.16 | 沙田           | 香港ダービー                 | HKG-G1 | 芝2000m  | 1着  | C.スミヨン       | 0.3秒     | (Hail the Storm)    |
| 2006.04.23 | 沙田           | クイーンエリザベス2世C       | G1     | 芝2000m  | 6着  | G.モッセ         | 0.7秒     | Irridescence        |
| 2006.05.28 | 沙田           | 香港チャンピオンズ&チャターC | HKG-G1 | 芝2400m  | 1着  | M.キネーン       | 0.2秒     | (Best Gift)         |
| 2006.10.15 | 沙田           | 沙田T                        | HKG-G3 | 芝1600m  | 5着  | E.サンマルタン   | 0.4秒     | Green Treasure      |
| 2006.11.12 | 沙田           | 国際Cトライアル              | HKG-G2 | 芝2000m  | 3着  | E.サンマルタン   | 0.8秒     | Hello Pretty        |
| 2006.12.10 | 沙田           | 香港C                        | G1     | 芝2000m  | 4着  | C.スミヨン       | 0.6秒     | Pride               |
| 2007.01.28 | 沙田           | スチュワーズC                | HKG-G1 | 芝1600m  | 3着  | C.スミヨン       | 0.3秒     | Armada              |
| 2007.03.04 | 沙田           | 香港金杯                     | HKG-G1 | 芝2000m  | 2着  | M.キネーン       | 0.1秒     | Vengeance of Rain   |
| 2007.04.29 | 沙田           | クイーンエリザベス2世C       | G1     | 芝2000m  | 1着  | M.キネーン       | 0.2秒     | (Vengeance of Rain) |
| 2007.06.03 | 沙田           | 香港チャンピオンズ&チャターC | HKG-G1 | 芝2400m  | 1着  | M.キネーン       | 0.5秒     | (Vengeance of Rain) |
| 2007.10.21 | 沙田           | 沙田T                        | HKG-G3 | 芝1600m  | 7着  | D.ビードマン     | 0.4秒     | Down Town           |
| 2007.11.11 | 沙田           | 国際Cトライアル              | HKG-G2 | 芝2000m  | 1着  | D.ビードマン     | 0.2秒     | (Packing Winner)    |
| 2007.12.09 | 沙田           | 香港C                        | G1     | 芝2000m  | 2着  | M.キネーン       | 0.1秒     | Ramonti             |
| 2008.01.20 | 沙田           | スチュワーズC                | HKG-G1 | 芝1600m  | 3着  | D.ビードマン     | 0.4秒     | Good Ba Ba          |
| 2008.02.24 | 沙田           | 香港金杯                     | HKG-G1 | 芝2000m  | 1着  | D.ビードマン     | 0.5秒     | (Floral Pegasus)    |
| 2008.03.29 | ナドアルシバ   | ドバイSC                     | G1     | 芝2400m  | 2着  | D.ビードマン     | 2 3/4馬身 | Sun Classique       |
| 2008.04.27 | 沙田           | クイーンエリザベス2世C       | G1     | 芝2000m  | 3着  | D.ビードマン     | 0.3秒     | Archipenko          |
| 2008.05.25 | 沙田           | 香港チャンピオンズ&チャターC | HKG-G1 | 芝2400m  | 2着  | J.ムーア         | 0.1秒     | Packing Winner      |
| 2008.10.26 | 沙田           | 沙田T                        | HKG-G3 | 芝1600m  | 1着  | D.ビードマン     | 0.1秒     | (Egyptian Ra)       |
| 2008.11.16 | 沙田           | 国際Cトライアル              | HKG-G2 | 芝2000m  | 1着  | D.ビードマン     | 0.1秒     | (Hawkes Bay)        |
| 2008.12.14 | 沙田           | 香港C                        | G1     | 芝2000m  | 4着  | D.ビードマン     | 0.65秒    | Eagle Mountain      |
| 2009.01.24 | 沙田           | スチュワーズC                | HKG-G1 | 芝1600m  | 3着  | M.キネーン       | 0.46秒    | Good Ba Ba          |
| 2009.02.22 | 沙田           | 香港金杯                     | HKG-G1 | 芝2000m  | 1着  | D.ビードマン     | 0.05秒    | (Packing Winner)    |
| 2009.04.05 | 沙田           | チェアマンズトロフィー       | HKG-G2 | 芝1600m  | 3着  | D.ビードマン     | 0.32秒    | More Bountiful      |
| 2009.04.26 | 沙田           | クイーンエリザベス2世C       | G1     | 芝2000m  | 2着  | D.ビードマン     | 0.14秒    | Presvis             |
| 2009.05.31 | 沙田           | 香港チャンピオンズ&チャターC | HKG-G1 | 芝2400m  | 1着  | W.C.マーウィング | 0.04秒    | (Thumbs Up)         |

- 香港の地元グレード制競走については国際セリ名簿基準書における国際格付けではないためHKG-Gと表記した（競馬の競走格付けを参照）。

## 血統表
| ヴィヴァパタカの血統ノーザンダンサー系 / Mill Reef4×4=12.50%、Northern Dancer4×5=9.38%、Tudor Melody5×5=6.25% | ヴィヴァパタカの血統ノーザンダンサー系 / Mill Reef4×4=12.50%、Northern Dancer4×5=9.38%、Tudor Melody5×5=6.25% | ヴィヴァパタカの血統ノーザンダンサー系 / Mill Reef4×4=12.50%、Northern Dancer4×5=9.38%、Tudor Melody5×5=6.25% | （血統表の出典）    | （血統表の出典） |
| 父 Marju 1998                                                                                                 | 父の父*ラストライクーン Last Tycoon 1983                                                                      | *トライマイベスト                                                                                             | Northern Dancer     | Northern Dancer  |
| 父 Marju 1998                                                                                                 | 父の父*ラストライクーン Last Tycoon 1983                                                                      | *トライマイベスト                                                                                             | Sex Appeal          |                  |
| 父 Marju 1998                                                                                                 | 父の父*ラストライクーン Last Tycoon 1983                                                                      | Mill Princess                                                                                                 | Mill Reef           | Mill Reef        |
| 父 Marju 1998                                                                                                 | 父の父*ラストライクーン Last Tycoon 1983                                                                      | Mill Princess                                                                                                 | Irish Lass          |                  |
| 父 Marju 1998                                                                                                 | 父の母Flame of Tara 1980 鹿毛                                                                                 | *アーテイアス Artaius                                                                                         | Round Table         | Round Table      |
| 父 Marju 1998                                                                                                 | 父の母Flame of Tara 1980 鹿毛                                                                                 | *アーテイアス Artaius                                                                                         | Stylish Pattern     |                  |
| 父 Marju 1998                                                                                                 | 父の母Flame of Tara 1980 鹿毛                                                                                 | Welsh Flame                                                                                                   | Welsh Pageant       | Welsh Pageant    |
| 父 Marju 1998                                                                                                 | 父の母Flame of Tara 1980 鹿毛                                                                                 | Welsh Flame                                                                                                   | Electric Flash      |                  |
| 母 Comic 1996 鹿毛                                                                                            | 母の父Be My Chief 1987 鹿毛                                                                                   | Chief's Crown                                                                                                 | Danzig              | Danzig           |
| 母 Comic 1996 鹿毛                                                                                            | 母の父Be My Chief 1987 鹿毛                                                                                   | Chief's Crown                                                                                                 | Six Crowns          |                  |
| 母 Comic 1996 鹿毛                                                                                            | 母の父Be My Chief 1987 鹿毛                                                                                   | Lady Be Mine                                                                                                  | Sir Ivor            | Sir Ivor         |
| 母 Comic 1996 鹿毛                                                                                            | 母の父Be My Chief 1987 鹿毛                                                                                   | Lady Be Mine                                                                                                  | HMy Adventure       |                  |
| 母 Comic 1996 鹿毛                                                                                            | 母の母Circus Act 1985                                                                                         | Shirley Heights                                                                                               | Mill Reef           | Mill Reef        |
| 母 Comic 1996 鹿毛                                                                                            | 母の母Circus Act 1985                                                                                         | Shirley Heights                                                                                               | Hardiemma           |                  |
| 母 Comic 1996 鹿毛                                                                                            | 母の母Circus Act 1985                                                                                         | Circus Ring                                                                                                   | High Top            | High Top         |
| 母 Comic 1996 鹿毛                                                                                            | 母の母Circus Act 1985                                                                                         | Circus Ring                                                                                                   | Bell Song F-No.19-b |                  |